# Куп Мађарске у фудбалу 2022/23.
 Куп Мађарске у фудбалу 2022/23. (мађ. 2022–2023-as magyar labdarúgókupa) је било 83. издање серије, на којој је екипа ФК Залаегерсега тријумфовала по први пут.

## Правило
У прва 4 кола учествовале су екипе нижег такмичења мађарског фудбалског нивоа. Тимови из четири најбоља мађарска фудбалска нивоа учествују од петог кола. У свим рундама мечеви су једнократни.

## Четвртфинале
Извлачење је обављено 9. фебруара 2022.
| Тим #1            | Резултат | Тим #2              |
| ----------------- | -------- | ------------------- |
| 28. фебруар 2023. |          |                     |
| ФК Мезекевешд ШЕ  | 1 : 4    | ФК Залаегерсег      |
| 1. март 2023.     |          |                     |
| ФК Будафок МТЕ    | 2 : 0    | ФК Кишварда         |
| ФК Пакш           | 2 : 3    | ФК Вашаш            |
| 2. март 2023.     |          |                     |
| ФК Дебрецин       | 1 : 3    | ФК Пушкаш aкадемија |

## Полуфинале
Извлачење је обављено 3. марта 2022.
| Тим #1         | Резултат         | Тим #2              |
| -------------- | ---------------- | ------------------- |
| 4. април 2023. |                  |                     |
| ФК Залаегерсег | 1 : 0 (п. с. н.) | ФК Пушкаш aкадемија |
| 5. април 2023. |                  |                     |
| ФК Будафок МТЕ | 3 : 0            | ФК Вашаш            |

## Финале
| 3. мај 2023.   |       |                |
| ФК Будафок МТЕ | 0 : 2 | ФК Залаегерсег |

| Будафок (2) | 0 : 2 (п. с. н.) | (1) Залаегерсег                          |
| ----------- | ---------------- | ---------------------------------------- |
|             | Извештај         | Данијел Немет 117’ · Саболч Салај 120+2’ |